# 京投发展
京投发展股份有限公司，简称京投发展（上交所：600683），曾称宁波华联、银泰股份、京投银泰，是一家在宁波市登记、总部位于北京市的房地产公司。其大股东是北京轨道交通的主要拥有者北京市基础设施投资有限公司，因而该公司集中于城市轨道交通上盖开发房地产业务。

## 历史
该公司最初为宁波华联集团股份有限公司（简称宁波华联），成立于1992年，1993年在上海证券交易所上市。宁波华联的前身则是1950年代成立的宁波市五金交电化工采购供应站，1989年组建宁波市五金交电化工（集团）公司，1992年改组为宁波华联集团，所有人为原宁波市国有资产管理局。
2000年，宁波华联的控股股东变更为中国银泰投资有限公司，2002年名称变更为银泰控股股份有限公司（简称银泰股份）。
2009年，银泰股份非公开发行股票，发行后北京市基础设施投资有限公司成为第一大股东，持有29.81%的股权；银泰持有24.83%的股权，变为第二大股东。公司名称变更为京投银泰股份有限公司（简称京投银泰）。
2015年银泰向个人股东程少良转让部分股份，2016年公司名称变更为京投发展股份有限公司（简称京投发展）。

## 上盖项目

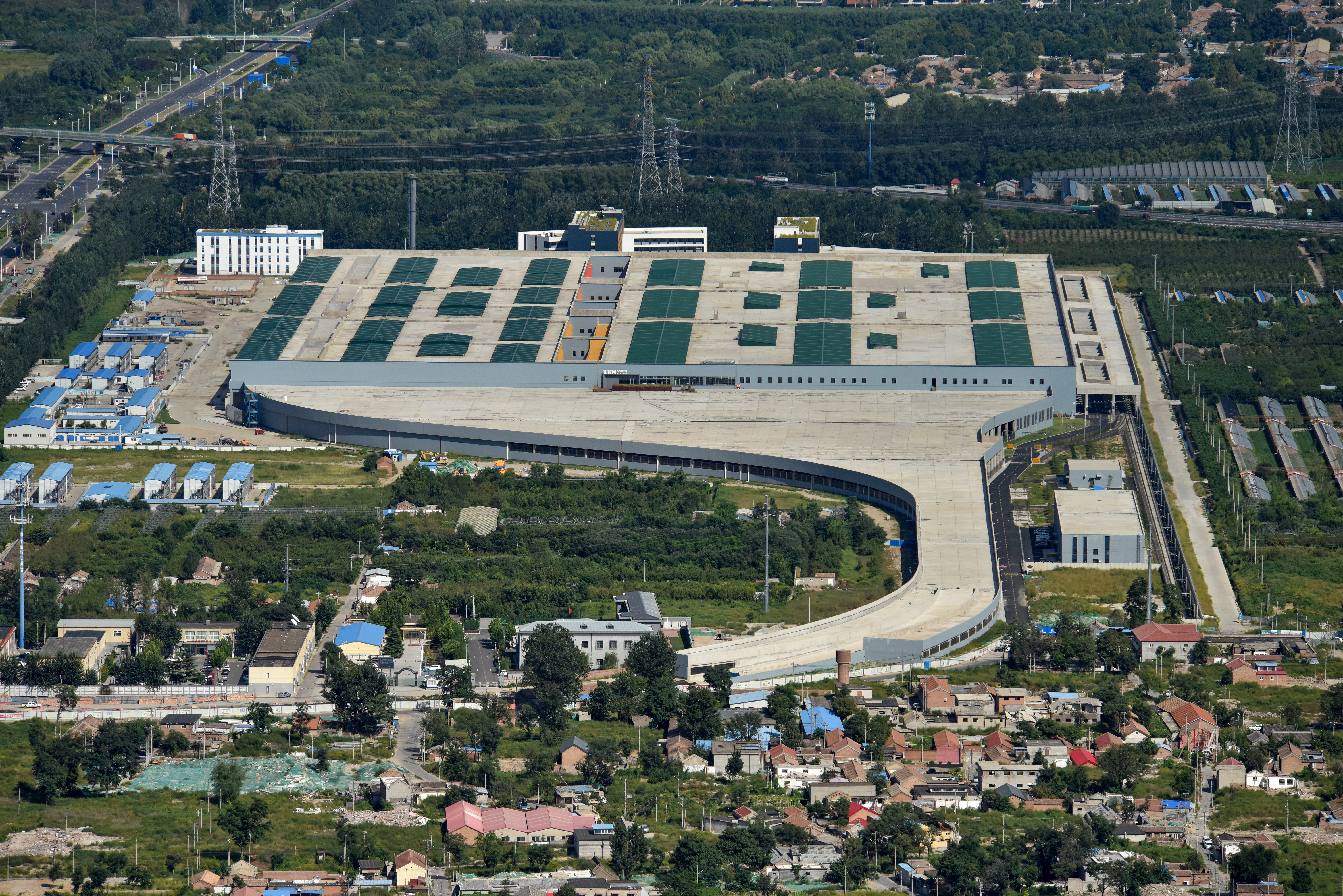
北安河车辆段（2017年9月），京投发展于2019年1月中标其上盖地块

- 京投发展万科·西华府（北京地铁9号线郭公庄车辆段[6]）
- 京投发展·公园悦府（北京地铁8号线平西府车辆段[6]）
- 京投发展·琨御府（北京地铁6号线、10号线五路停车场[7]）
- 京投发展·岚山（北京地铁16号线北安河车辆段[7]）